# Eremoblastus caspicus
Eremoblastus caspicus là một loài thực vật có hoa trong họ Cải. Loài này được Botch. mô tả khoa học đầu tiên năm 1980.